# 골풀목
골풀목(Juncales)은 외떡잎식물 목 중 하나이다. 크론퀴스트 분류 체계에서는 이 목 밑에 골풀과와 투르니아과를 포함한다. 그러나 APG II 분류 체계나 APG III 분류 체계에서는 이 목의 존재를 인정하지 않으며 골풀목에 소속된 과 2개를 벼목에 포함한다.